# Slomljena strijela (1996.)
Slomljena strijela (eng. Broken Arrow) je američki akcijski thriller iz 1996. godine u režiji Johna Wooa, u kojem glavne uloge tumače John Travolta i Christian Slater.
Film prikazuje rutinsku vježbu borbenih zrakoplova iznad pustinje u saveznoj državi Utah, tijekom koje pilot i bojnik Vic Deakins (Travolta) odlučuje oteti dva nuklearna projektila iz zrakoplova, koji se ubrzo sruši, i njima ucjenjivati američku vladu. Međutim, njegov kopilot Riley Hale (Slater) preživljava rušenje zrakoplova i jedina je osoba koja ga može zaustaviti. Susreće čuvaricu nacionalnog parka Terry Carmichael koja mu odlučuje pomoći u tome.